# Amauropelta limbata
Amauropelta limbata là một loài thực vật có mạch trong họ Thelypteridaceae. Loài này được (Sw.) Pic. Serm. mô tả khoa học đầu tiên năm 1977.